# Claude Roillet
Claude Roillet,  est un dramaturge français, né à Beaune vers 1520 et mort à Paris vers 1576.

## Biographie
Tôt, il est orphelin de mère. Il se rend à Paris à douze ans pour étudier, mais son père meurt. Il retourne à Beaune.  Il reviendra à 18 ans à Paris, grâce à son frère. Il étudie la philosophie. Il est régent au collège de Boncourt. En 1537 il est principal du collège de Bourgogne où il enseigne la grammaire, puis au collège de Boncourt (1546). La même année, il est recteur de l’université de Paris. En 1556, il publie chez Guillaume Julien un volume intitulé Varia Poemata. Il écrit pour le Tombeau de Joachim du Bellay (en 1560). Il connaît La Péruse, Buchanan, Muret, Adrien Turnèbe, Jean Dorat, Guillaume Paradin. Vers 1570, il est chanoine à Laon.

## Œuvres
Ses œuvres se trouvent pour la plupart dans les Varia Poemata chez Guillaume Julien, 1556
- Philanira, tragédie profane en latin, traduction française en vers 1577, jouée au Trinity College de Cambridge (1564-1565). Edition moderne : 'Philanire, texte édité et présenté par Daniela Mauri, Théâtre français de la Renaissance, La tragédie à l’époque d’Henri II et de Charles IX, Première série, volume 2 (1561-1566), Paris—Florence, PUF-Olschki, 1989, pp. 125-214.

https://gallica.bnf.fr/ark:/12148/bpt6k71010z
- Petrus, tragédie religieuse.
- Aman, tragédie religieuse.
- Catharina, tragédie religieuse.

Philanire a pour sujet le mariage de l’héroïne avec le prévôt Sévère, qui condamne à mort son époux Hyppolite (pour vol des biens publics), et qui l’a elle-même violée. Il s’agit d’un sujet contemporain. Sa source est probablement la cinquième nouvelle de la huitième décade des Ecatommiti de Giovanni Battista Giraldi Cinthio.

## Pour approfondir